# کوسه گنگی
کوسه گنگی (نام علمی: Glyphis gangeticus) نام یک گونه از تیره کوسه‌ماهیان درنده است.